# Чемпіонат світу з трекових велоперегонів 1907
Чемпіонат світу з трекових велоперегонів 1907 проходив з 4 по 7 липня 1907 року в Парижі, Франція на стадіоні Парк де Пренс. Змагання проводилися у двох дисциплінах — спринті та гонці за лідером серед аматорів та професіоналів окремо.

## Медалісти

### Чоловіки
Професіонали
| Дисципліна       | Золото       | Срібло        | Бронза       |
| Спринт           | Еміль Фріоль | Генрі Маєр    | Вальтер Рутт |
| Гонка за лідером | Луї Даррагон | Карел Вербіст | Жорж Паран   |

Аматори
| Дисципліна       | Золото       | Срібло        | Бронза         |
| Спринт           | Жан Девуассу | Андре Оффре   | Каміль Аврійон |
| Гонка за лідером | Леон Мередіт | Віктор Тюбакс | Моріс Брокко   |

## Загальний медальний залік
| Місце  | Країна           | Золото | Срібло | Бронза | Загалом |
| ------ | ---------------- | ------ | ------ | ------ | ------- |
| 1      | Франція          | 3      | 1      | 3      | 7       |
| 2      | Велика Британія  | 1      |        |        | 1       |
| 3      | Бельгія          |        | 2      |        | 2       |
| 4      | Німецька імперія |        | 1      | 1      | 2       |
| Всього | Всього           | 4      | 4      | 4      | 12      |